# 에두아르도 리오스
에두아르도 리오스 (Eduardo Rios, 1972년 10월 13일 ~ )는 베네수엘라 출신의 전 KBO 리그 롯데 자이언츠의 내야수이다.

## 경력

### KBO 리그 시절
2007년 시즌 도중 펠릭스 호세의 대체 선수로 영입되었고, 수비는 잘하지만 타격에서는 부진하여 퇴출되었다.